# Villa Niederwaldstraße 2

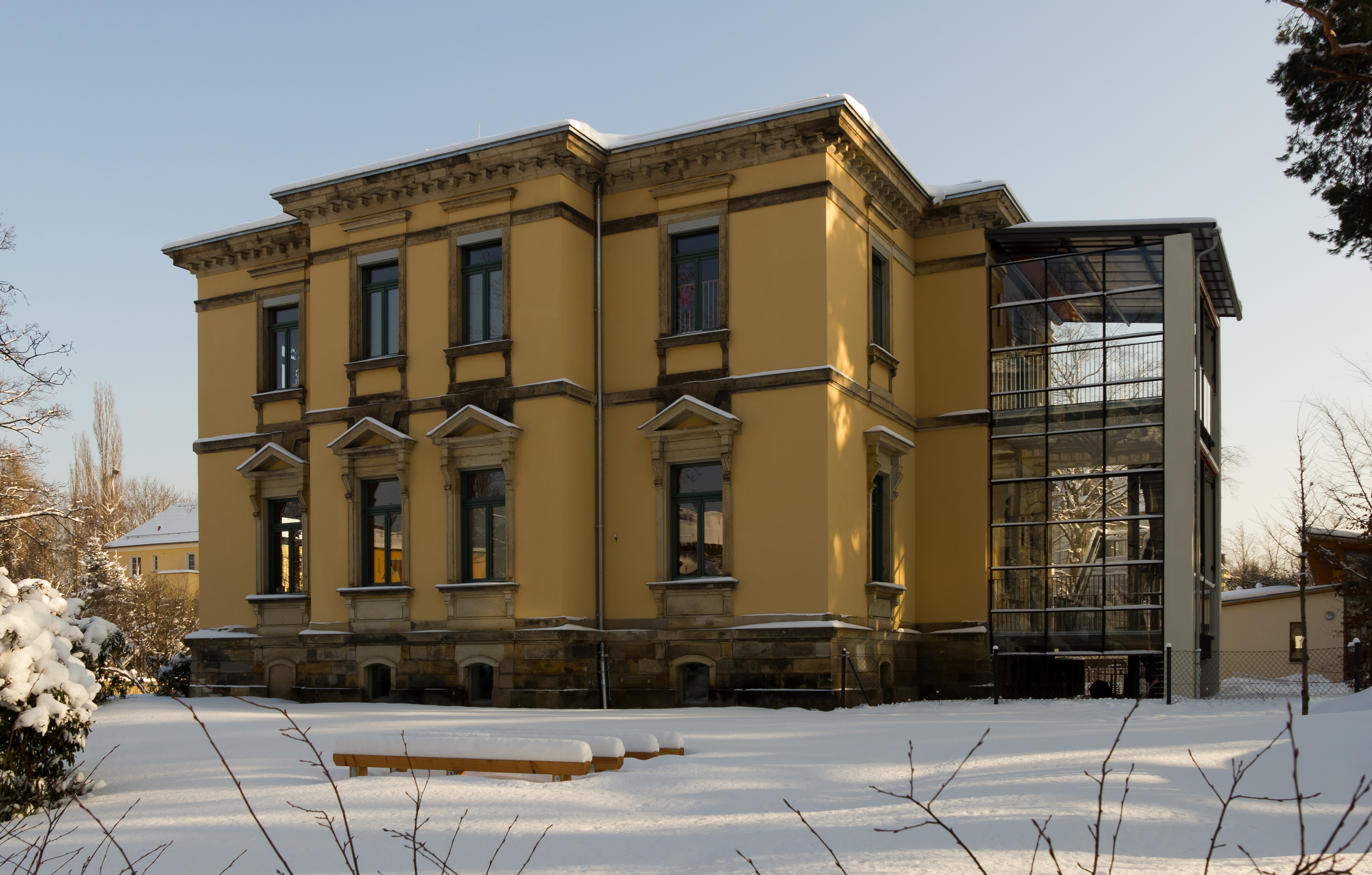
Westseite der Villa

Die Villa Niederwaldstraße 2 ist ein unter Denkmalschutz stehendes Gebäude im Dresdner Stadtteil Striesen. Die vermutlich 1887–88 erbaute Villa wird derzeit als Kindertagesstätte genutzt. Der die Villa umgebende Garten steht ebenfalls unter Denkmalschutz.

## Gebäude
Der zweigeschossige Bau im neoklassizistischen Stil hat einen quadratischen Grundriss mit vier Fensterachsen auf jeder Seite. Die zwei mittleren Fensterachsen bilden auf allen Seiten einen erkerartigen Mittelrisaliten.
Das Haus verfügt über einen bossierten Sandsteinsockel, ein aus Sandstein gefertigtes Konsolentraufgesims, verzierte Holzfenster und Türen in klassizistischer Gliederung. Die Fensteröffnungen des Erdgeschosses werden von auf Konsolen ruhenden Dreiecks- und Segmentbogen-Verdachungen gekrönt. Diese Elemente sind ebenfalls in Sandstein gefertigt. Das Dach ist schiefergedeckt.

## Geschichte
Bauherr war Emil Gerhard Liebig, Inhaber einer „Kunst- und Handelsgärtnerei“. Auf dem sich ursprünglich bis zur Pohlandstraße erstreckenden Gelände befanden sich vermutlich ab 1893 noch zur Gärtnerei gehörende Gewächshäuser und ein Heizhaus. Nach der Eingemeindung Striesens 1893 wurde das gesamte Gebiet parzelliert und bis 1914 mit den für Striesen typischen „Kaffeemühlen“-Mietvillen bebaut. Ab 1898 wurden auch Teile des zur Villa gehörenden Grundstücks zum Bau von Mietshäusern verwendet, die Gewächshäuser abgerissen.
Die Villa selbst war weiterhin bewohnt und gehörte 1894 der Witwe von Emil Gerhard Liebig, Sidonie. Im Adressbuch desselben Jahres wird als Bewohner und mutmaßlicher Mieter des 1. Stocks der Regierungsrat Koettig genannt. Paul Koettig (1856–1933) war seit 1883 als Referendar beim Polizeipräsidium Dresden angestellt und später mit verschiedenen polizeilichen Aufgaben betraut. Bevor er Polizeipräsident von Dresden wurde, war er Vorstand der Dresdner Kriminalpolizei. Paul Koettigs Behörde war es, die 1903 als erste deutsche Polizeibehörde den Fingerabdruck zur Identifizierung von Straftätern einführte.
Seit 1903 wird als Eigentümerin des Hauses Gertrud Hildegard Koettig genannt, die Ehefrau von Paul Koettig. Sidonie Liebig wohnte ebenfalls noch im Haus wie später auch die Töchter der Koettigs, die zum Beispiel im Adressbuch von 1926/27 als Bewohnerinnen des 1. Stocks aufgeführt wurden: „Koettig, Alice u. Leonore, Tanzlehrerinnen.“
Im Adressbuch von 1934 werden als Eigentümer „Köttigs Erben“ verzeichnet und als Bewohnerinnen des Hauses finden sich Alice Koettig (Tanzlehrerin), Agnes und Erna Schumann (Erna wird auch als Tanzlehrerin geführt) und eine Mieterin der 1. Etage, die Witwe Elisabeth Sinz. Wenige Jahre später wird Alice Koettig, die inzwischen gemeinsam mit Erna Schumann an die Bürgerwiese 18 umgezogen war nur noch als Eigentümerin der Villa in der Niederwaldstraße genannt. Im Haus selbst lebten Agnes Schumann und der Kaufmann Alfred Staeding im Erdgeschoss, ein praktischer Arzt hatte seine Wohnung im 1. Obergeschoss.
Wie die Villa steht auch der noch vorhandene Garten unter Denkmalschutz und wurde nur behutsam an die Nutzung als Spielgelände für die Kindertagesstätte angepasst. So wurden Spielgeräte weitgehend aus Holz errichtet und eine giftige Pflanze nach Dokumentation des Standortes entfernt. Die für die Bepflanzung verwendeten Gehölze wurden nach Maßgabe des Denkmalschutzes gewählt und entsprechen der Typik des gründerzeitlichen Bewuchses. Rhododendren, Flieder, Pfeifenstrauch und Hortensien werden durch Nadelgehölze ergänzt, um „den blaugrünen Farbaspekt zu bedienen.“ Der im hinteren Teil des Gartens erhaltene Kiefernbestand gilt als einer der letzten Überreste des Blasewitzer Tännicht, von dem noch einige Kiefern im unweit gelegenen und ebenfalls auf dem Grundstück der früheren Gärtnerei von Hermann Seidel gelegenen Hermann-Seidel-Park zeugen.
Auch bei der Innengestaltung wurde Wert darauf gelegt, die Belange des Denkmalschutzes mit der Funktion einer Kita zu versöhnen. So wurden nach einer vollständigen Bestandsaufnahme die als besonders behaltenswert eingestuften Bauteile – darunter originale Türen, Wandschränke, Stuck und Beschläge – für eine zukünftige Nutzung eingelagert, da sie für die aktuelle Verwendung des Hauses entfernt werden mussten.